# Lamborghini 400 GT Monza
Lamborghini 400 GT Monza – sportowy coupe firmy Lamborghini wyprodukowany w tylko jednym egzemplarzu.
Samochód wyjechał z fabryki w 1966 roku. Został wyposażony w silnik V12 o kącie rozwarcia cylindrów 60°, pojemności 3939 cm3 i mocy 235 kW (320 KM) przy 6500 obr./min oraz momenentem obrotowym wynoszącym 393 Nm przy 5000 obr./min. Napęd jest przekazywany na tylne koła. Monza jest pojazdem 4-miejscowym, tak samo jak 400 GT 2+2. Nadwozie zostało wykonane w całości z aluminium.

## Dane techniczne Lamborghini 400 GT Monza
| Marka i model         | Lamborghini 400 GT Monza             |
| Okres produkcji       | 1966                                 |
| Napęd                 | na tył                               |
| Typ silnika           | V12 24v                              |
| Pojemność skok. (cm³) | 3939 cm ³                            |
| Moc kW (KM)           | 235 kW (320 KM) przy 6500 obr / min. |
| Moment obrotowy (Nm)  | 393 Nm przy 5000 obr / min.          |
| --------------------- | ------------------------------------ |